# 学习与批判
《学习与批判》，中共上海市委写作组以复旦大学名义主办，上海人民出版社负责印刷，委托新华书店发行。1973年9月15日创刊， 1976年10月停刊，共出版38期。是文化大革命后期影响最大的时政社科综合类刊物之一，发行量最高达96万份，登载文章曾汇集成“学习与批判”丛书。创刊号《致读者》说，这是“一份哲学社会科学的综合性杂志”。《学习与批判》被视为“小《红旗》”、“四人帮帮刊”。

## 参看
- 《自然辨证法》
- 《青年自学丛书》